# Штехлин
Штехлин (нем. Stechlin) — община в Германии, в земле Бранденбург.
Входит в состав района Верхний Хафель. Подчиняется управлению Гранзее унд Гемайнден. 
Коммуна подразделяется на 3 сельских округа.

## Население
| Год  | Население |
| ---- | --------- |
| 1990 | 1 466     |
| 1995 | 1 402     |
| 2000 | 1 367     |
| 2005 | 1 304     |
| 2010 | 1 239     |
| 2015 | 1 187     |
| 2020 | 1 185     |